# Bagn
Bagn este o localitate situată în partea de sud a Norvegiei în comuna Sør-Aurdal, din provincia Innlandet, pe malul drept al râului Begna. Este localitatea de reședință a comunei, are o suprafață de 0,9 km² și o populație de 627 locuitori (2021). Până la data de 1.1.2020 a aparținut provinciei Oppland. Biserica de lemn din localitate a fost construită în 1736. În timpul celui de-Al Doilea Război Mondial, trupe naziste care înaintau în timpul operațiunii Weserübung, au fost oprite de forțe norvegiene la Bagn, precum și în alte localități din apropiere. La nord-est de localitate se află hidrocentrala Bagn.